# Kukačka pestrozobá
Kukačka pestrozobá (Rhamphococcyx calyorhynchus) je druh kukačky, která se endemicky vyskytuje na indonéském ostrově Sulawesi. Utváří samostatný rod Rhamphococcyx.

## Systematika
Druh formálně popsal nizozemský zoolog Coenraad Jacob Temminck v roce 1825. Kukačka pestrozobá se objevuje v několika poddruzích s následujícím areálem výskytu:
- R. c. calyorhynchus (Temminck, 1825) – severní, východní a jihovýchodní Sulawesi a Togianské ostrovy;
- R. c. meridionalis Meyer, AB & Wiglesworth, 1896 – střední a jižní Sulawesi;
- R. c. rufiloris (Hartert, EJO, 1903) – ostrovy Muna a Butung (jihovýchodně od Sulawesi).

Druhové jméno calyorhynchus pochází z řeckých kalos („krásný“) a rhunkhos („zobák“).

## Výskyt
Biotop druhu tvoří původní pralesovité a vysoké sekundární porosty a lesní okraje. Obývá jak nížiny, tak kopcovitou až mírně hornatou krajinu. Vedle lesů se může vyskytovat i v křovinatých oblastech, na kokosových plantážích i poblíž vesnic od hladiny moře do 1650 m n. m.

## Popis

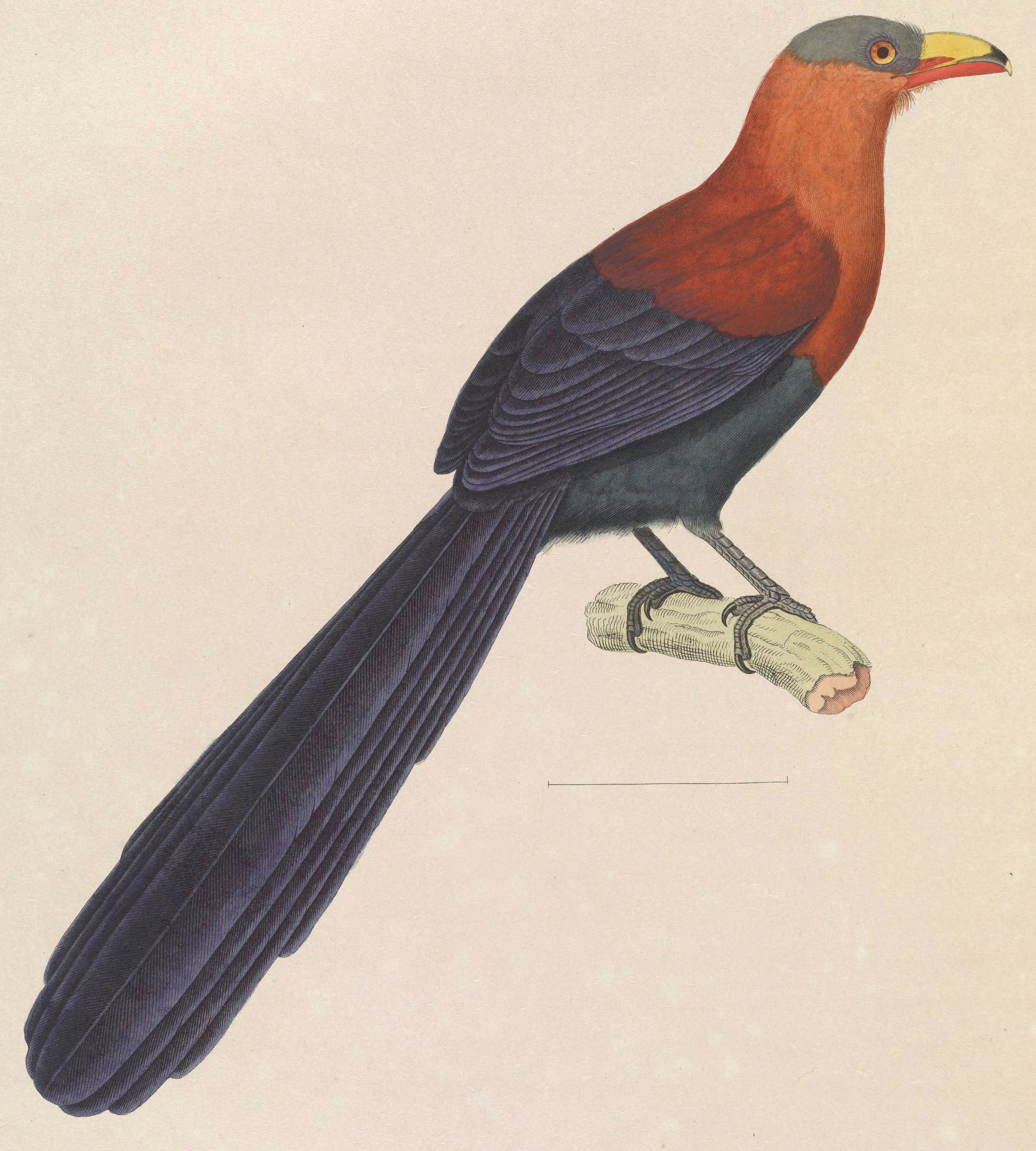
Ilustrace kukačky pestrozobé z roku 1838

Tato statná kukačka dosahuje délky těla 51–53 cm, z čehož kolem 32–33 cm zabírá ocas. Nohy jsou černé, duhovky červené. Statný, mírně dolů zahnutý zobák je převážně žlutý, u báze a zespoda červený. Samec i samice vypadají stejně až na neopeřenou část kolem oka, která je u samců červená a u samic černá. Opeření dospělců je na čele, korunce a šíji šedé, níže na tvářích, po stranách krku a horní části těla rezavě kaštanové. Spodní část hřbetu, kostřec a křídla jsou tmavě fialovomodré. Spodní část křídel je černá. Od spodní části hrudi přes břicho až po spodní krovky ocasní je opeření tmavě šedé. Ocas je tmavý s fialovým odleskem. Nedospělí jedinci mají bledší opeření než dospělci, korunku rezavošedou, spodní část břicha hnědošedou, duhovky hnědé a zobák černý.

## Biologie
Kukačku pestrozobou lze spatřit samostatně, v páru nebo malých hejnech, jak sbírá potravu v hustém podrostu. Při pohybu přitom připomíná spíše veverku než ptáka. Živí se hmyzem včetně housenek, brouků, kudlanek, sarančat a strašilek.

### Hnízdění
Hnízdí od listopadu do ledna. Hnízdo představuje mělká talířovitá struktura z větviček. Vejce jsou bílá o rozměru 36×31 mm.

## Ohrožení
Mezinárodní svaz ochrany přírody (IUCN) považuje kukačku pestrozobou za málo dotčený druh, nicméně přiznává, že její populace je patrně na ústupu vlivem zániku přirozených stanovišť. Celková početnost není známá, avšak kukačka bývá popisována jako běžná.